# Пам'ятник Михайлові Грушевському (Львів)
Пам'ятник Михайлові Грушевському у Львові — пам'ятник українському історику, політику і громадському діячу Михайлові Сергійовичу Грушевському. Розташований у центральній частині міста на проспекті Шевченка.

## Відкриття
Пам'ятний монумент відомому історику та керівнику УНР Михайлові Грушевському встановлено у 1994 році на площі, що раніше мала назву Академічна вулиця.
Фігуру Михайла Грушевського відлито з бронзи та влаштовано на гранітному постаменті. Над пам'ятником працювали сучасні українські скульптори — Дмитро Крвавич, Микола Посікіра та Любомир Яремчук.

## Історія
Вперше ідея відкриття пам'ятника М. Грушевському постала 12 квітня 1990 року на Раді Наукового товариства імені Шевченка. Тоді ж відомий львівський скульптор Дмитро Крвавич погодився виконати ескіз-проєкт (Михайло Грушевський у кріслі) до осені 1990 року.
Напередодні 125-річчя з дня народження історика (у серпні 1991 р.) за ініціативи відділу культури Львівської міськради у Будинку архітектора демонструвались різні ескізи пам'ятника. Зокрема, це проєкти скульптора Р. Рмановича, два проєкти Я.Мотики, два проєкти Я. Скакуна. Втім, проєкт групи Дмитра Крвавича, Миколи Посікіри та Любомира Яремчука став переможцем.
На цій хвилі, 27 серпня 1991 року за кошти НТШ встановлено мармуровий камінь-анонс на місці будівництва пам'ятника, з написом:

| Тут буде споруджено пам'ятник М. Грушевському 1866—1934[2] |.